# Miss Anthropocene
Miss Anthropocene (originalmente anunciado y estilizado como Miss_Anthrop0cene) es el quinto álbum de estudio de la música canadiense Grimes, que fue lanzado el 21 de febrero de 2020. Fue anunciado el 19 de marzo de 2019. El nombre del álbum es un juego de palabras con el título femenino "Miss", y las palabras "misántropo" y "Antropoceno", un neologismo popularizado en el año 2000 por Paul J. Crutzen que se propuso para denotar la era geológica actual en la que se encuentra la Tierra. El álbum es un álbum conceptual suelto sobre una "antropomórfica diosa del cambio climático" inspirada en la mitología romana y villanía de dicha mitología. Miss Anthropocene es el álbum final de Grimes en el sello discográfico 4AD, con el que trabajaba desde 2012. Sónicamente, el álbum es una salida de su trabajo anterior Art Angels, cuenta con un estilo más oscuro con influencias de nu metal y ethereal wave.

## Fondo
El 16 de diciembre de 2017, Grimes respondió al fan en Twitter que ella había "tocado [su] sello de música nueva", indicando que algo se lanzaría pronto. Entre desacuerdos marcados con su sello discográfico 4AD, Grimes más tarde anunció que esperaba liberar un nuevo álbum en 2018. El 24 de febrero de 2018, Grimes reveló que estaba en el proceso de grabar dos álbumes para seguir su álbum de 2015 Art Angels.  En mayo de 2018, algunos títulos de trabajo se compartieron a través de su historia de Instagram. En junio de 2018,  Grimes apareció en la campaña publicitaria  Behind the Mac  de  Apple en la que apareció un fragmento de una canción titulada "That's What the Drugs Are For".
El título del álbum se anunció el 19 de marzo de 2019. Grimes explicó que el álbum sería un álbum conceptual sobre una "diosa antropomórfica del cambio climático" en el que "cada canción será una encarnación diferente de la extinción humana". Grimes explicó que ella "ama las personificaciones piadosas de conceptos abstractos/horribles", señalando al dios romano de la guerra  Marte como inspiración;  y que al hacer una personificación del cambio climático, esperaba que "tal vez... sea un poco más fácil de ver" y no sea "simplemente un destino abstracto". En una entrevista con  "The Wall Street Journal", Grimes explicó además que "a la gente no le importa [el cambio climático], porque estamos siendo culpados".  Grimes declaró que quería "hacer que el cambio climático sea divertido" y "hacer una razón para mirarlo".
Los temas más oscuros de Miss Anthropocene también se inspiraron en la reputación de Grimes durante la creación del álbum.  Grimes elaboró en su entrevista con Crack Magazine que había sido considerada una villana en los medios debido a las grandes publicaciones que tergiversan las cosas que dijo y las críticas de los medios sobre su relación con Elon Musk, afirmando que las publicaciones de The New Yorker, The New York Times,  Vice y The Guardian habían difundido falsedades sobre ella, burlándose de que "realmente vivimos en una sociedad post-verdad".  Grimes declaró que si iba a estar "atrapada siendo una villana", entonces quería "perseguir a la villanía artísticamente", diciendo que es "una idea muy divertida" para ella, nombrando personajes como El Joker y Thanos como inspiraciones.
En una entrevista con Zane Lowe en la estación de radio Beats 1 de Apple Music, Grimes reveló que Miss Antropocene en realidad había terminado para algunos tiempo y ella ya estaba trabajando en su próximo álbum, que sería un "álbum de techno-pop" donde "trabaja con [sus] productores favoritos".  Grimes mencionó que a pesar de ser su álbum favorito, ella ya había "superado" los temas oscuros de  Miss Anthropocene , que fueron causados por "un buen número de cosas que estaban sucediendo en el momento [de su creación]".  También declaró que la canción "Violence" estaba destinada para el sexto álbum sin nombre, pero se incluyó en Miss Anthropocene porque la canción "se siente bien".  En esta entrevista, Grimes también declaró que una de las razones del retraso en el lanzamiento del álbum fue la muerte de su exmánager Lauren Valencia por cáncer en julio de 2019, un evento que impactó mucho a Grimes.

## Lanzamiento
Miss Anthropocene se lanzará el 21 de febrero de 2020. Una versión inacabada del álbum se filtró en octubre de 2019, meses antes del anuncio oficial.  Una versión final también se filtró solo un mes después.
Originalmente facturado para ser el primer sencillo del álbum, "We Appreciate Power", con la cantante estadounidense Hana, fue lanzado el 29 de noviembre de 2018. La canción recibió elogios de los críticos de música quien aclamó el sonido y la letra de rock electrónico de la canción que gira en torno a temas de transhumanismo y inteligencia artificial. También se observó que Grimes había estado en una relación con el emprendedor tecnológico Elon Musk desde 2018, lo que lleva a especular que la canción fue inspirada por él y su trabajo. El 15 de noviembre de 2019, se reveló que la pista solo se incluiría en la edición digital de lujo y en la edición japonesa del álbum.
En una publicación de Instagram publicada el 13 de agosto de 2019, Grimes anunció que el primer sencillo oficial de  Miss Anthropocene  se lanzaría el 13 de septiembre de 2019. Esta publicación se eliminó poco después.  El 3 de septiembre de 2019, Grimes eliminó todas sus publicaciones de Instagram y luego anunció en una nueva publicación que una canción se lanzaría el 5 de septiembre. La canción, originalmente se especula que se titularía "A New Way to Die" debido a la leyenda de su publicación de Instagram, se aclaró más tarde para llamarse "Violence".  La canción cuenta con American DJ i_o. Dazed elogió la "línea de bombo y la línea de bajo de arpa del sintetizador". Mientras el video musical de la canción era aclamado por su coreografía con "simulacros de disparos de pistola y juegos de espadas" como lo afirma Variety. Durante el estreno del video musical en YouTube, Grimes anunció que lanzaría dos canciones, tituladas "So Heavy I Fell Through The Earth" y "4ÆM", como los próximos dos singles del álbum aunque no se dieron fechas de lanzamiento.
El 15 de octubre de 2019, Grimes reveló a través de una respuesta a un fan en Instagram que se estaban presionando copias físicas del álbum.
El segundo sencillo oficial de Miss Anthropocene, "So Heavy I Fell Through the Earth", se anunció a través de Instagram el 11 de noviembre de 2019 y se lanzó el 15 de noviembre de 2019. La portada y la lista de canciones de Miss Anthropocene también se dieron a conocer el 15 de noviembre. La canción recibió críticas positivas de los críticos que comentaron sobre el sonido más lento y oscuro de la canción en comparación con el sencillo anterior "Violence", con NME afirmando que se sentía como una "caída en cámara lenta en el cosmos", observando las "gruesas capas de bajo" de la pista y la "voz colgante de Grimes".  Pitchfork  etiquetó la pista como una "odisea downtempo de seis minutos" con "teatralidad contundente".
El tercer sencillo del álbum, "My Name Is Dark" — originalmente titulado "That's What The Drugs Are For"— fue lanzado el 29 de noviembre de 2019. El sonido nu-metal de la pista fue elogiado por muchas publicaciones, con  Stereogum  llamándolo "electro-rocker oscuro y arenoso" con un "riff de guitarra amenazante". Anthony Fantano elogió la instrumentación "sin compilar", la voz infantil de Grimes, y notó algunas similitudes con las canciones de Crystal Castles,  Marilyn Manson y Nine Inch Nails mientras criticaba la extensión de la canción. El 3 de diciembre de 2019 se lanzó un video con la letra de la canción.
El 13 de diciembre de 2019, Grimes estrenó el cuarto sencillo de Miss Anthropocene, "4ÆM", en The Game Awards 2019 durante el segmento dedicado a la banda sonora del próximo videojuego Cyberpunk 2077. Grimes también anunció que ella es la actriz de voz para un personaje en el juego llamado Lizzy Wizzy. "4ÆM" amplía la canción "Deewani Mastani" de la película Bollywood Bajirao Mastani y Grimes lo describió como una "interpretación ciberpunk" de la película.   NME  nombró la pista "adecuadamente futurista" mientras que otros críticos elogiaron el ritmo y la voz etérea de la canción drum and bass, señalando similitudes con las canciones del álbum Halfaxa de Grimes en 2010.
El quinto sencillo del álbum, "Delete Forever", fue lanzado el 12 de febrero de 2020. La canción se inspiró en que Grimes perdió a seis de sus amigas por sobredosis de heroína y el entumecimiento que Grimes sintió después de su muerte. Fue escrito la misma noche en que el artista de rap emo Lil Peep murió accidentalmente después de una sobredosis en una píldora falsa Xanax que estaba mezclada con fentanilo. En una entrevista con Genius, Grimes explicó que quería que la canción tuviera un sonido "opuesto" a la música que hace normalmente, con una sensación de "punk crudo" y una "voz súper limpia" sin procesamiento digital y efectos.

## Recepción crítica
Miss Anthropocene recibió elogios de la crítica de la música tras su lanzamiento.  En el sitio web del agregador de reseñas Metacritic, que asigna a los medios un puntaje normalizado de 100 basado en revisiones de publicaciones convencionales, el álbum tiene un puntaje de 81 que indica "reconocimiento universal"  basado en 18 críticas. Escribiendo para The Independent, Adam White aclamó los temas oscuros y la amplia gama de sonidos en el álbum, diciendo que "funciona como un disco de grandes éxitos".  Dirigió elogios a las canciones más lentas del álbum, particularmente "So Heavy I Fell Through the Earth" y "You'll Miss Me When I'm Not Around", comparando este último con las canciones de 'Til Tuesday y  Bauhaus. Alexis Pretridis de The Guardian elogió las letras "prosaicas, realistas y conmovedoras" en todo el álbum mientras cuestionaba su concepto y criticaba algunos de sus "experimentos musicales" como el coro de "4ÆM" y la voz "manchada" de "New Gods". Rhian Daly de NME expresó un opinión similar con respecto al concepto del álbum, llamándolo "fragmentado... en lugar de ser una cosa unificadora para unir perfectamente cada canción", y elogió la mezcla de sonidos de Miss Anthropocene, señalando el "espeluznante" "New Gods" y el "pop-pop intergaláctico" de "Violence" como puntos destacados mientras se aclama al "eufórico" cerrador "Idoru" del álbum.

## Lista de canciones
Todas las canciones escritas y compuestas por Claire Boucher. 
| Standard edition |                                               |          |  |
| N.º              | Título                                        | Duración |  |
| 1.               | «So Heavy I Fell Through the Earth» (Art Mix) | 6:08     |  |
| 2.               | «Darkseid» (con 潘PAN)                        | 3:44     |  |
| 3.               | «Delete Forever»                              | 3:57     |  |
| 4.               | «Violence» (con i_o)                          | 3:40     |  |
| 5.               | «4ÆM»                                         | 4:31     |  |
| 6.               | «New Gods»                                    | 3:15     |  |
| 7.               | «My Name Is Dark» (Art Mix)                   | 5:56     |  |
| 8.               | «You'll miss me when I'm not around»          | 2:41     |  |
| 9.               | «Before the fever»                            | 3:37     |  |
| 10.              | «IDORU»                                       | 7:13     |  |
| 44:42            |                                               |          |  |

Bonus de edición en CD japonés
| Japanese CD edition bonus track |                                  |          |  |
| N.º                             | Título                           | Duración |  |
| 11.                             | «We Appreciate Power» (con Hana) | 5:35     |  |
| 50:17                           |                                  |          |  |

Pistas extra de la versión digital de lujo
| Deluxe digital version bonus tracks |                                                     |          |  |
| N.º                                 | Título                                              | Duración |  |
| 12.                                 | «So Heavy I Fell Through the Earth» (Algorithm Mix) | 3:53     |  |
| 13.                                 | «Violence» (con i_o) (Club Mix)                     | 4:12     |  |
| 14.                                 | «My Name Is Dark» (Algorithm Mix)                   | 4:03     |  |
| 15.                                 | «Idoru» (Algorithm Mix)                             | 4:46     |  |

## Posicionamiento en lista
| Lista (2020)                        | Posiciones |
| ----------------------------------- | ---------- |
| Alemania (Media Control Charts)     | 56         |
| Australian Albums (ARIA)            | 10         |
| Austria (Ö3 Austria)                | 31         |
| Bélgica (Ultratop flamenca)         | 36         |
| Bélgica (Ultratop valona)           | 116        |
| Canadá (Billboard Canadian Albums)  | 31         |
| Países Bajos (Album Top 100)        | 68         |
| Irlanda (IRMA)                      | 20         |
| New Zealand Albums (RMNZ)           | 28         |
| Escocia (Scottish Albums Chart)     | 4          |
| Spanish Albums (PROMUSICAE)         | 24         |
| Suiza (Schweizer Hitparade)         | 25         |
| Reino Unido (UK Albums Chart)       | 10         |
| Estados Unidos (Billboard 200)      | 32         |
| Estados Unidos (Independent Albums) | 3          |